# Олександрівка (станція)
Олександрівка — проміжна залізнична станція Знам’янської дирекції Одеської залізниці на лінії Помічна—Колосівка.
Розташована за 3,5 км від смт Олександрівка Миколаївської області між станціями Трикратне (7 км) та Вознесенськ (8 км).
Виникла 1937 року під такою ж назвою. Електрифікована 1972 року у складі ділянки Помічна-Колосівка.
На станції зупиняються лише приміські електропоїзди.